# Folke Bolinder
Erik Folke Bolinder, född 11 augusti 1922 i Uppsala, död 1 mars 2018 i Göteborg, var en svensk ingenjör.
Bolinder, som är son till lektor Gunnar Bolinder och Siri Nilsson, avlade studentexamen 1941, utexaminerades från Kungliga Tekniska högskolan (KTH) 1946, blev teknologie licentiat 1954 och teknologie doktor vid KTH 1959. Han blev radioingenjör vid Flygförvaltningen 1945, vid Marinförvaltningen 1946, vid Försvarets forskningsanstalt (FOA) 1947, var Staff Member på forskningslaboratoriet för elektronik vid Massachusetts Institute of Technology i Cambridge 1951–1953 och 1955–1957 samt på Instituto Nacional de la Investigacion Cientificas i Mexico City 1954–1955. Han tjänstgjorde på institutionen för radioteknik vid Kungliga Tekniska högskolan 1954, var forskare på laboratoriet för elektromagnetisk strålning vid US Air Force Cambridge Research Laboratories i Bedford 1958–1963, laborator vid FOA 1963 och professor i elkretsteori vid Chalmers tekniska högskola från 1964. Han har författat skrifter i bland annat elkretsteori och mikrovågsteori.